# Alcoa
Alcoa er verdens næststørste aluminiumsproducent med hovedkontor i USA. Selskabet leverer aluminiumsprodukter til fly og rumfart, transport, bygningskonstruktioner og emballage.
Selskabet blev stiftet i 1897 som "The Pittsburgh Reduction Company." Navnet blev ændret til "Aluminum Company of America" i 1907. Det blev efterhånden populært at bruge forkortelsen Alcoa og dette blev også det officielle selskabsnavn fra 1999. 
For at få tilgang til de kinesiske markeder har selskabet de senere år dannet en strategisk alliance med Aluminum Corporation of China Limited (Chalco). 
I juni 2007 igangsatte selskabet opførelsen af et nyt aluminiumsværk i Fjardaál på det østlige Island. Værket blev færdigt i april 2008 og havde en kapacitet på 940 tons aluminium per dag (346.000 tons per år). Den nødvendige energi blev skaffet ved opførelsen af Kárahnjúkar Hydropower Plant, opført af det statsejede Landsvirkjun. Vandkraftværket bevirkede en af de alvorligste menneskeskabte naturkatastrofer på Island, hvor massevis af ynglepladser for fugle blev oversvømmede og ødelagt. Værkets ibrugtagen skete umiddelbart inden, at den økonomiske krise satte ind. Tre islandske banker, der havde forestået finansieringen af byggerierne ved lån, gik konkurs.
I 2006 havde Alcoa og regeringen indgået en aftale om at opføre yderligere et anlæg i Bakki ved Húsavík på det nordlige Island. Værket skulle have en kapacitet på 250.000 tons per år. I oktober 2011 blev det opgivet, da rentabiliteten i mellemtiden viste sig at blive katastrofal. 
Alcoa ejer halvdelen af Elkem Aluminium, og skal overtage resten i løbet af 2009. Samtidigt har Alcoa en egen bildelsfabrik på i Norge.
I flere år var Alcoa den største aluminiumsproducent i verden, men i 2006 gik RUSAL forbi efter overtagelsen af Glencore. Efter, at Elkem Aluminium var fuldt inkorporeret i Alcoa, var selskabet igen verdens største. I januar 2009 varslede selskabet, at finanskrisen havde fremtvunget masseopsigelser og lukning af flere fabrikker. I januar 2012 meldte selskabet, at den tilbageværende fabrik i Portovesme i Italien skulle lukkes i løbet af første halvår af 2012, samt at produktionen ved to fabrikker i Spanien skulle lukkes midlertidigt på grund af lav aluminiumspris og dårlig lønsomhed. Alcoa Portovesme på Sardinien i Italien blev lukket i november 2012.
Grønlands Landsstyre besluttede den 27. maj 2007 at indgå aftale (Memorandum of Understanding) med det amerikanske aluminiumsselskab Alcoa Inc. Aftalen medførte et samarbejde om et studium af mulighederne for i Grønland at anlægge et aluminiumssmelteværk med en produktionskapacitet på 340.000 tons pr. år.